# Игуманија Варвара (Веселиновић)
Варвара Веселиновић (Селанац код Љубовије, 2. април 1958) монахиња је Српске православне цркве и игуманија Манастира Троноше.

## Биографија
Игуманија Варвара (Веселиновић), рођена је 2. априла 1958. године у селу Селанцу код Љубовије, од побожних и врло имућних родитеља. У врло скромном и побожном животу од детињства је била загрејана у љубави према Господу.
Свој монашки пут започиње 1969. године када долази у Манастир Ћелије код Ваљева, где стасава под руководством игуманије мати Гликерије Јањић. Замонашена је 1973. године у Ћелијама од стране епископа шабачко-ваљевскога господина Јована Велимировића, добивши монашко име Варвара.
У Манастир Троношу код Лознице, долази 2000. године заједно са својим биолошким сестрама монахињама Анастасијом, Магдалином, Саром и Ирином. Одлуком епископа шабачко-ваљевскога господина Лаврентија Трифуновића, 2004. године постављена је за игуманију.